# Waldumbau
Der Waldumbau ist eine forstwirtschaftliche Maßnahme zur massiven Änderung der Waldbilder, insbesondere der Verteilung von Baumarten und Altersklassen. In der Regel ist das Ziel die Erschaffung von Waldbeständen mit natürlichen Strukturen und Lebensabläufen. Meist sollen einschichtige, standortsfremde Nadelwälder durch waldbauliche Maßnahmen hin zu strukturierten, standortsgerechten Laub- und Mischwäldern entwickelt werden.

## Probleme

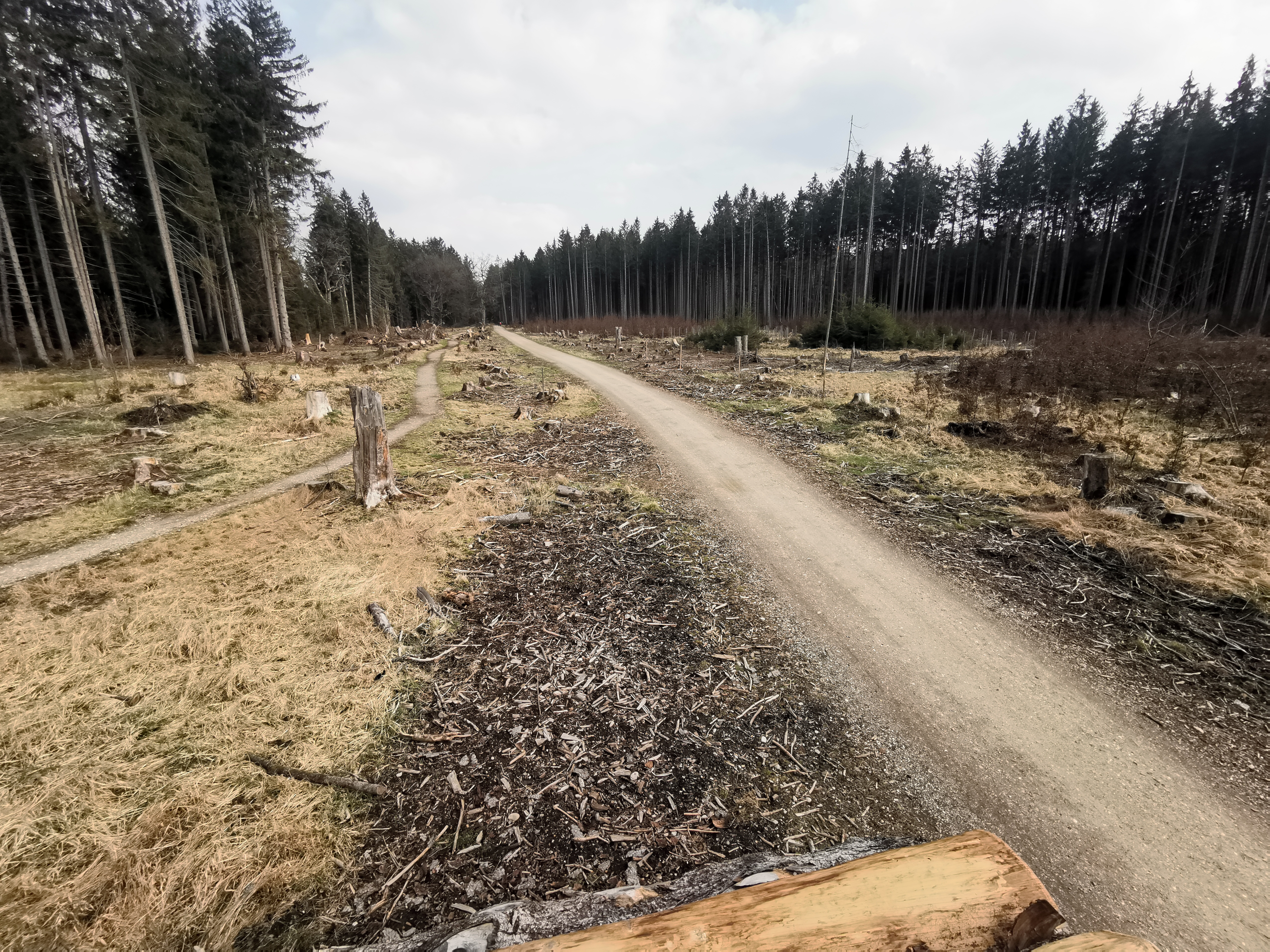
Waldumbaufläche im Forstenrieder Park bei München. Klassische Nadelbaummonokultur im Hintergrund.

Die Gründe für den Waldumbau sind vielfältig: Größtes Interesse gilt der Funktionsgerechtigkeit der Wälder, diese betreffen wirtschaftliche, soziale und ökologische Aspekte. Daher wird Waldumbau immer auch im Kontext der Nachhaltigkeit gesehen.
Der Waldumbau ist mit ökonomischen Umbrüchen behaftet. Der Umbau selbst kostet Geld (durch notwendige Eingriffe, Verluste durch vorzeitige Endnutzung, Pflanzkosten wenn keine Samenbäume in der Nähe sind), zum anderen können die Erträge im Laubwald nach dem Umbau meist erst später eingefahren werden als im Nadelwald. Der Liquiditätsfluss erfolgt also später, ist dann aber beständig und meist höher. Daher sollte einem Umbau immer auch eine betriebswirtschaftliche Analyse vorangehen. Im Extremfall drohen sonst große Liquiditätseinbußen, besonders kurz nach der Umbauphase.

## Begriffe
Beim Waldumbau werden unzufriedenstellende Bestände (Baumarten, Struktur) verändert. Dabei sind zwei Fachbegriffe zu unterscheiden.
Überführung hat mehrere Bedeutungen und bezeichnet im forstlichen Sinne:
- den Wechsel der Betriebsart, z. B. Mittelwald zum Hochwald
- den Wechsel der Betriebsform, z. B. Altersklassenwald zum Dauerwald
- den Umbau eines Bestandes unter Beibehaltung des Ausgangsbestandes

Umwandlung im waldbaulichen Zusammenhang bedeutet den Umbau eines unbefriedigenden Bestandes unter Änderung der Baumartenzusammensetzung.

## Waldumbau in Deutschland

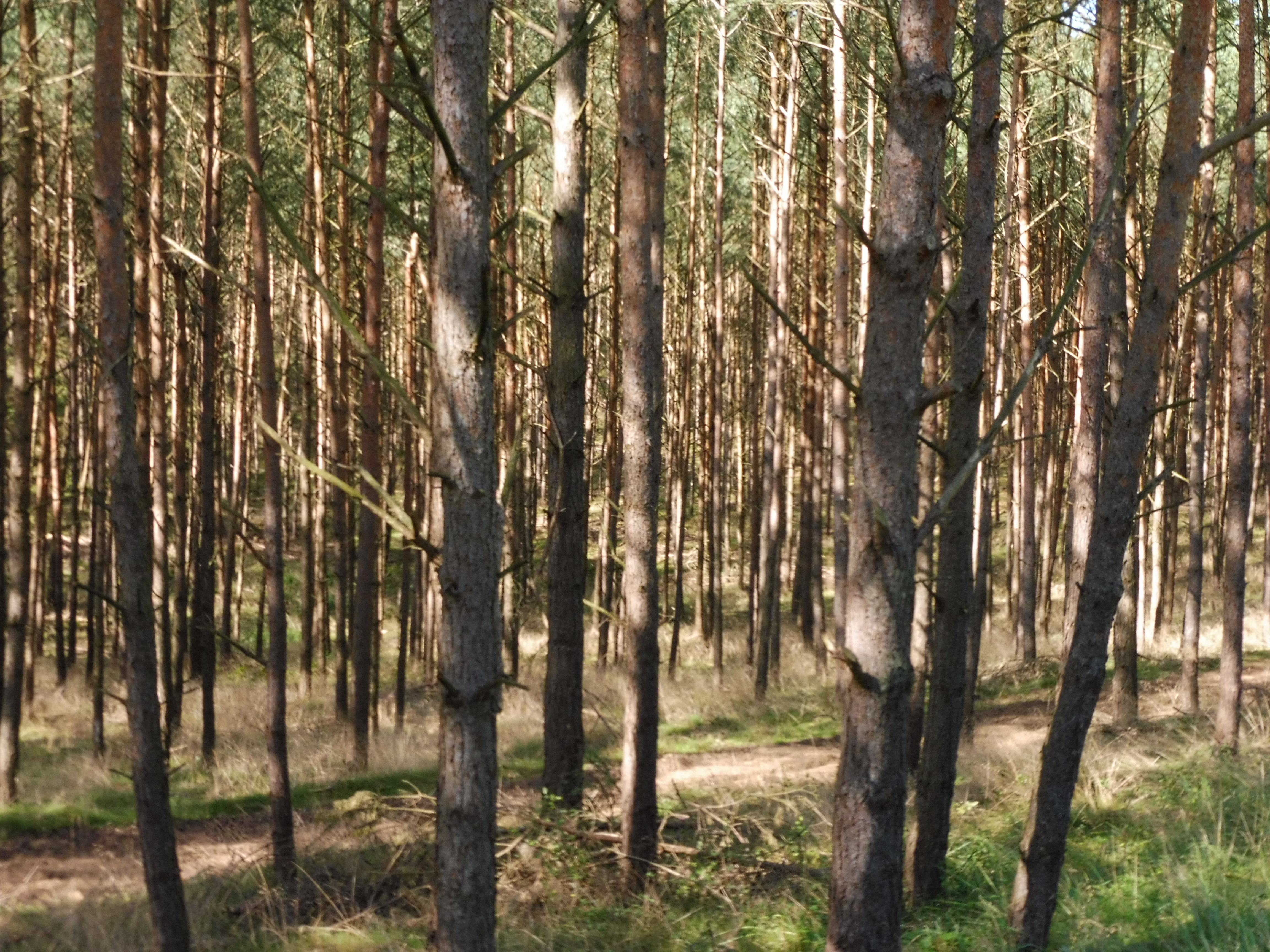
Kiefernnutzwald in Mecklenburg

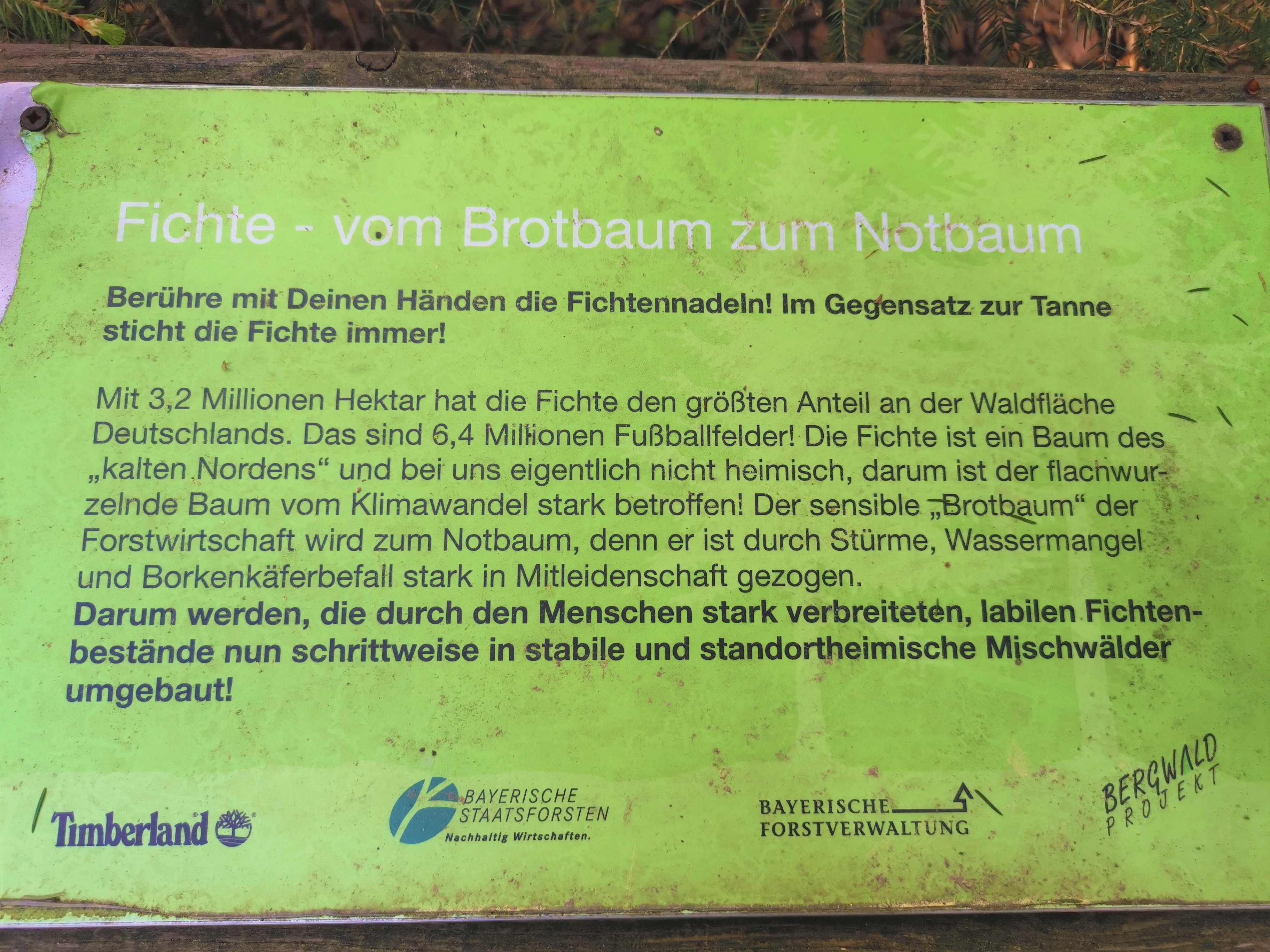
Informationsschild im Forstenrieder Park bei München.

Von Deutschland sind rund 11,4 Millionen Hektar bewaldet. Die häufigsten Baumarten darin sind aktuell die Gemeine Fichte (Picea abies) mit 26,0 Prozent Anteil und die Waldkiefer (Pinus sylvestris) mit 22,9 Prozent Anteil. Von Natur aus wären aber die deutschen Wälder stark von Laubbäumen, insbesondere der Rotbuche (Fagus sylvatica), geprägt. Die heutige Baumartenzusammensetzung mit hohen Nadelbaumanteilen spiegelt die Waldnutzung der vergangenen Jahrhunderte wider. Vom Mittelalter bis ins frühe 19. Jahrhundert wurden viele Wälder in Deutschland übernutzt oder kahlgeschlagen. Um eine drohende Holznot abzuwenden, wurden diese devastierten Wälder und Kahlflächen im Rahmen einer nachhaltigen Forstwirtschaft auf den besseren Böden mit guter Wasserversorgung vielfach mit der Fichte und auf den nährstoffärmeren und trockeneren Standorten mit der Waldkiefer wiederaufgeforstet. Diese beiden robusten Baumarten kommen mit den schwierigen ökologischen Bedingungen auf Kahlschlagflächen besser zurecht als frostempfindliche Baumarten wie Rotbuche und Weiß-Tanne (Abies alba) und liefern zudem hohe Holzerträge. Auch während und nach den beiden Weltkriegen entstanden durch die Kriegszerstörungen, die Reparationshiebe und den Holzbedarf für den Wiederaufbau große Kahlflächen, auf denen häufig wieder Reinbestände aus Fichte und Kiefer begründet wurden.
Es zeigte sich aber bald, dass die großflächigen und gleichaltrigen Nadelbaumreinbestände auch größere Probleme bereiten, wie zum Beispiel Massenvermehrungen von Borkenkäfern und anderen Insekten, Bodenversauerung und eine erhöhte Gefahr von Waldbränden und Windwürfen. Seit der Debatte um das Waldsterben Anfang der 1980er Jahre und spätestens seit den großen Windwurfschäden durch den Orkan Vivian und den Orkan Wiebke im Jahr 1990 bauen deswegen die Förster und viele Waldbesitzer die Nadelbaumreinbestände vorsorglich Zug um Zug in artenreiche und stabile Mischwälder um. Dieser vorbeugende Waldumbau gewinnt auch angesichts der globalen Erwärmung weiter an Bedeutung, weil die ursprünglich vor allem an die Klimaverhältnisse der Gebirge und der borealen Zone angepassten Baumarten Fichte und Waldkiefer voraussichtlich mit den höheren Temperaturen und längeren Trockenperioden noch schadanfälliger werden. Die Fortschritte im Waldumbau der letzten Jahrzehnte in Deutschland spiegeln sich auch in den Ergebnissen der Bundeswaldinventuren wider:
- Im Zeitraum zwischen der Ersten Bundeswaldinventur (BWI I) 1987 und der Zweiten Bundeswaldinventur (BWI II) 2002 nahm in den westdeutschen Ländern die Fläche der Fichte um 219.000 Hektar ab, die Fläche der Buche dagegen um 151.000 Hektar zu.[3] Für diese Entwicklung spielten neben dem planmäßigen Waldumbau auch größere Kalamitätsflächen durch Windwürfe (Orkane Vivian, Wiebke und Lothar) und Borkenkäferbefall eine wichtige Rolle.
- Im Zeitraum zwischen der Zweiten Bundeswaldinventur (BWI II) 2002 und der Dritten Bundeswaldinventur 2012 verringerte sich die Fichtenfläche im gesamten Bundesgebiet um weitere 242.000 Hektar und auch die Kiefernfläche nahm um 85.000 Hektar ab. Dazu trugen unter anderem die Borkenkäferschäden nach dem Dürresommer 2003 und die Windwurfschäden durch den Orkan Kyrill 2007 bei. Dagegen weiteten sich die Buchenfläche um weitere 102.000 Hektar und die Fläche der anderen Laubbäume um 213.000 Hektar aus. Auch die für den Waldumbau wichtigen Nadelbaumarten Douglasie und Weiß-Tanne haben ihre Fläche geringfügig um 35.000 Hektar bzw. 19.000 Hektar vergrößert. Der Flächenanteil der Laubbäume insgesamt stieg zwischen 2002 und 2012 um 2,8 Prozentpunkte auf 44,5 Prozent an, der Nadelbaumanteil verringerte sich entsprechend auf 55,5 Prozent.[1]

Der Waldumbaubedarf in Deutschland ist aber weiterhin hoch. Laut der Dritten Bundeswaldinventur (2012) weisen 24 Prozent der deutschen Waldfläche keine Mischbaumarten bzw. einen Mischbaumanteil von unter 10 Prozent auf. Insbesondere in den Kiefernwäldern findet man noch zu 43 Prozent Reinbestände. Aber auch die besonders schadanfälligen Fichtenwälder sind zu 29 Prozent nicht gemischt.